# František Adamec (1951)
František Adamec (* 6. září 1951 Vyškov) je český politik, v letech 2000 až 2012 zastupitel Jihomoravského kraje, v letech 2000 až 2004 místostarosta Vyškova, člen KDU-ČSL.

## Život
Narodil v roce 1951 ve Vyškově, po absolvování místního gymnázia vystudoval lékařskou fakultu Masarykovy univerzity v Brně. Po promoci nastoupil jako sekundární lékař interního oddělení v Poličce, od roku 1981 působil jako lékař ve Vyškově, nejdříve jako obvodní lékař a od roku 1984 jako okresní kardiolog. V letech 1990-1992 byl ředitelem OÚNZ Vyškov, v letech 1992–1998 působil jako ředitel Nemocnice s poliklinikou, do roku 2000 opět jako kardiolog.

## Veřejné působení
V letech 2000 až 2004 vykonával funkci místostarosty města Vyškova. Členem Zastupitelstva Jihomoravského kraje byl v letech 2000 až 2012. V prosinci 2004 byl zvolen členem Rady Jihomoravského kraje zodpovědným za oblast zdravotnictví.  Tuto funkci vykonával do podzimu 2008. V letech 2010 až 2012 byl předsedou Komise Rady Jihomoravského kraje pro zdravotnictví. Do této funkce byl opět zvolen po krajských volbách v roce 2012.

## Funkce v KDU-ČSL
Od roku 1988 je členem ČSL (později KDU-ČSL), byl místopředsedou Krajského výboru KDU-ČSL Jihomoravského kraje, na konci roku 2015 zastával funkci člena předsednictva okresního výboru na Vyškovsku., k červenci 2018 je členem okresní revizní komise KDU-ČSL.